# Kathrin Weßling

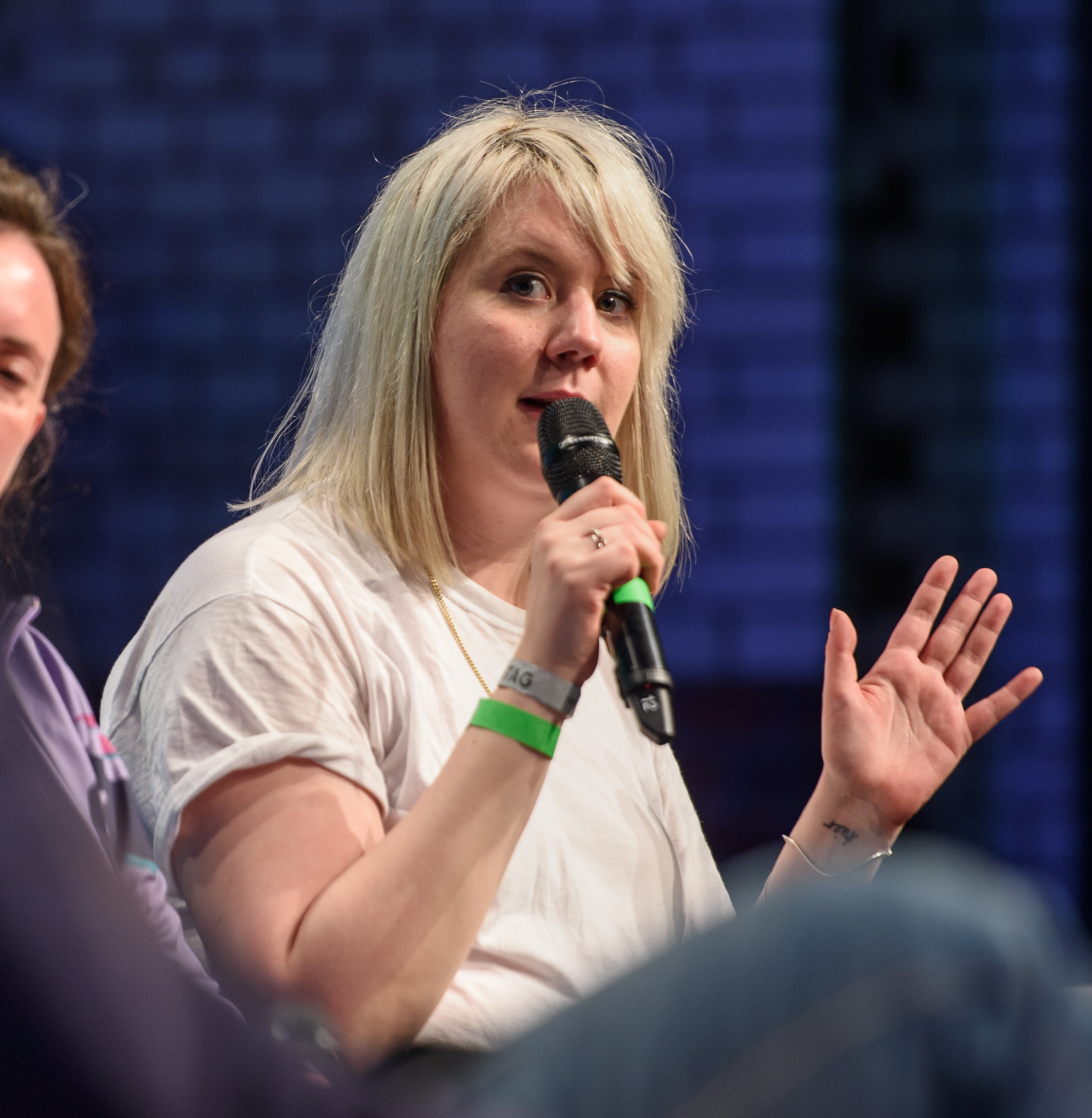
Kathrin Weßling (2018)

Kathrin Weßling (* 1985 in Ahaus) ist eine deutsche Schriftstellerin und Journalistin.

## Leben
Kathrin Weßling zog 2006 nach ihrem Abitur am Ahauser Alexander-Hegius-Gymnasium zunächst nach Köln, wo sie Philosophie, Germanistik und Klassische Philologie an der Universität zu Köln studierte. Nach zwei Semestern nahm sie 2007 eine Stelle an den Hamburger Kammerspielen an und arbeitete dort bis 2010 unter anderem als Regieassistentin und Souffleuse.
Ab 2008 hatte Weßling in Hamburg zahlreiche Auftritte als Poetry Slammerin und bei Lesebühnen (u. a. bei Randale und Liebe im Deutschen Schauspielhaus, deren Gründungsmitglied Weßling ist und die sie 2012 verließ), später wurde sie überregional mit ihren Texten bekannt. 2010 gründete sie das Blog Drüberleben, in dem sie über ihren Alltag mit Depressionen und persönlichen Rückschlägen berichtete, unter denen Weßling mehrere Jahre litt.
2012 erschien ihr Debüt-Roman Drüberleben. 2013 adaptierte der Regisseur und Schauspieler Daniel Wahl das Buch am Theater Freiburg für die Bühne. 2015 inszenierte Frank Oberhäußer den Roman mit Lisa-Marie Becker an der Vaganten Bühne in Berlin. 2015 erschien ihr zweites Buch Morgen ist es vorbei bei Luchterhand, ein Kurzgeschichtenband über Liebeskummer. 2016 war Weßling Initiatorin des Hashtags „#aufdieliebe“, das nach den Terror-Anschlägen in Brüssel dazu aufrief, „auf die Liebe zu trinken“.
2018 erschien bei Ullstein Weßlings erster Roman «Super und dir?», der «[m]it emotionaler Wucht […] eine gnadenlose Welt [beschreibt], in der Ersetzbarkeit, fehlende Perspektiven und der Zwang zur Selbstoptimierung eine ganze Generation unter Druck setzen». Ihr zweiter Roman Nix passiert erschien im Januar 2020 ebenfalls bei Ullstein. Themen des Buchs sind persönliches Scheitern und Resilienz.
Seit 2015 arbeitet Weßling hauptberuflich im Bereich Online-Journalismus und Social Media (unter anderem bei Spiegel Online, stern.de und ehemals beim NDR). Bis Oktober 2021 arbeitete sie als Head of Social Media für das funk-Format "DIE DA OBEN!".

## Werke

### Monografien
- Drüberleben. Depressionen sind doch kein Grund, traurig zu sein. Goldmann, München 2012, ISBN 978-3-442-31284-9.
- Kaffee und Kuchen. Kurzgeschichten. Literatur-Quickie, Hamburg 2013, ISBN 978-3-942212-78-6.
- Morgen ist es vorbei. Stories. Luchterhand, München 2015, ISBN 978-3-630-87494-4.
- Super und dir? Roman. Ullstein, Berlin 2018, ISBN 978-3-961-01010-3.
- Nix passiert. Roman. Ullstein, Berlin 2020, ISBN 978-3-961-01038-7
- Sonnenhang. Roman. Rowohlt, Hamburg 2025, ISBN 978-3-498-00391-3

### Anthologien
- Dietmar Bittrich (Hrsg.): Weihnachten mit der buckligen Verwandtschaft. Rowohlt, 2012, ISBN 978-3-499-63014-9.
- Dietmar Bittrich (Hrsg.): Urlaub mit der buckligen Verwandtschaft. Rowohlt, 2015, ISBN 978-3-499-63076-7.

### Tonträger
- Kathrin Weßling liest Drüberleben. Depressionen sind doch kein Grund, traurig zu sein. Der Hörverlag, München 2012, ISBN 978-3-86717-920-1.